# Hrip
Hrip (węg. Hirip) – wieś w Rumunii, w okręgu Satu Mare, w gminie Păulești. W 2011 roku liczyła 763 mieszkańców. 